# Uông Tuấn (nhà Minh)
Uông Tuấn (chữ Hán: 汪俊, ? - ?) tự Úc Chi, người huyện Dặc Dương, phủ Quảng Tín, Thừa Tuyên Bố chánh sứ tư Giang Tây , quan viên nhà Minh. Ông là thành viên cốt cán của phái Hộ lễ trong sự kiện Đại lễ nghị.

## Khởi nghiệp
Cha là Uông Phượng, đỗ Tiến sĩ, được làm đến Quý Châu Tham chánh. Năm Hoằng Trị thứ 6 (1493) thời Minh Hiếu Tông, Tuấn đỗ đầu kỳ thi Hội, được thụ chức Thứ cát sĩ, sau đó tiến làm Biên tu. Thời Minh Vũ Tông, Tuấn được tham gia biên soạn Hiếu Tông thực lục, nhưng không hùa theo Lưu Cẩn, Tiêu Phương, nên bị điều làm Nam Kinh Công bộ Viên ngoại lang. Sau khi Lưu Cẩn, Tiêu Phương mất chức, Tuấn được triệu về và khôi phục nguyên chức; dần được thăng đến Thị độc Học sĩ, rồi cất nhắc làm Lễ bộ Hữu Thị lang. Năm Gia Tĩnh nguyên niên (1522), Tuấn được chuyển làm Lại bộ Tả Thị lang.

## Tranh luận về Đại lễ
Sự kiện Đại lễ nghị nổ ra, Tuấn cùng nhóm Thượng thư Kiều Vũ, Mao Trừng ra sức phản đối Hoàng đế. Mao Trừng phát bệnh nên rời chức, người thay thế là La Khâm Thuận không nhận, triều đình bèn lấy Tuấn làm Lễ bộ Thượng thư. Bấy giờ triều thần đã chấp nhận gia Đế hiệu cho cha đẻ của Gia Tĩnh Đế là Hưng Hiến vương Chu Hựu Nguyên, thành viên phái Nghị lễ (ủng hộ nguyện vọng Hoàng đế) là chủ sự Quế Ngạc đề nghị xưng là Hoàng khảo, đế giao xuống để đình nghị. Tháng 2 ÂL năm thứ 3 (1524), Tuấn cầm đầu triều thần 73 người dâng sớ phản đối, cuối bản tấu nói rằng đấy chỉ là ý kiến lẻ loi của bọn Tiến sĩ Trương Thông, Chủ sự Hoắc Thao, Cấp sự trung Hùng Tiếp và Quế Ngạc, còn đây mới là ý kiến của hơn 250 triều thần với hơn 80 tờ sớ. Gia Tĩnh Đế không đáp lại, mà triệu nhóm cốt cán của phái Nghị lễ là Quế Ngạc, Trương Thông, Tịch Thư từ Nam Kinh trở về. 15 ngày sau, Gia Tĩnh Đế truyền dụ muốn giữ hiếu đạo, Tuấn bất đắc dĩ tập hợp quần thần, xin thêm chữ ‘Hoàng’ vào huy xưng của Hưng Hiến vương. Lời tâu dâng lên, Gia Tĩnh Đế không trả lời trong hơn 10 ngày, đến ngày sóc tháng 3 ÂL, mới giáng chiếu cho lễ quan, gia xưng Hưng Hiến vương là Sinh Hoàng khảo Cung Mục Hiến Hoàng đế, Hưng quốc Thái hậu là Bản sinh mẫu Chương Thánh Hoàng thái hậu, sau đó chọn ngày lành tế cáo Giao miếu, ban chiếu thiên hạ.
Gia Tĩnh Đế lại biệt dụ muốn xây dựng nhà thờ Hiến hoàng ở bên cạnh điện Phụng Tiên, bọn Tuấn ra sức phản đối, cho rằng Hoàng đế kế thừa Đại tông, không thể thờ cúng Tiểu tông, nhưng Gia Tĩnh Đế nghiêm khắc trách mắng, bọn Tuấn vẫn kiên trì phản đối. Gia Tĩnh Đế nhiều lần tập hợp đình thần để tổ chức đại nghị, bấy nhiều lần bọn Tuấn bác bỏ yêu cầu của Hoàng đế. Nhưng Gia Tĩnh Đế không chịu bỏ qua, Tuấn bèn dâng sớ xin hưu để kháng nghị, đế trách ông khinh nhờn, đồng ý cho ông ra đi. Bấy giờ Gia Tĩnh Đế muốn Tịch Thư thay Tuấn, nhưng ông ta chưa đến, vì vậy Ngô Nhất Bằng tạm coi việc ở bộ Lễ, tiếp tục lãnh đạo phái Hộ lễ kháng nghị.
Đến khi sự kiện Đại lễ nghị kết thúc với thắng lợi thuộc về Hoàng đế, Minh luân đại điển được ấn hành (1528) , triều đình cách chức của Tuấn, sau đó ông mất ở nhà. Đầu thời Long Khánh, Tuấn được tặng Thiếu bảo, thụy là Văn Trang.

## Đánh giá
Sử cũ nhận xét Tuấn làm người trong sạch giản dị, làm quan rạch ròi ngay thẳng. Về học vấn, Tuấn đi theo lối của Nhị Trình và Chu Hi, tuy ông giao hảo với Vương Thủ Nhân, nhưng vẫn bất đồng với học thuyết của ông ta. Giới học thuật đường thời gọi Tuấn là Thạch Đàm Tiên sinh.